# ピノッチアのみる夢
『ピノッチアのみる夢』（ピノッチアのみるゆめ）は、タカラから1999年8月5日に発売された、育成恋愛シミュレーションゲームである。
主人公は、男または女を選択することが可能。命を吹き込まれた不思議な人形・ピノッチアを育成する。エンディングは育成状況に応じて、男女各5種類に分岐。

## 登場人物
括弧内は声優の名前。
マスター（堀内賢雄）
男性主人公。
レディー（麻上洋子）
女性主人公。
ピノッチア（大沢つむぎ）
人形。
ララティーナ（山本麻里安）
明るい性格の元気な女の子。作品名は「星天使」。瞳はアクアマリン。
ランパート（荻原秀樹）
前向きな正義感溢れる男の子。作品名は「空天使」。瞳はトパーズ。
メル（大沢つむぎ）
内気で寂しがりやな女の子。作品名は「夢天使」。瞳はパパラチアサファイア。
アレン（井上和彦）
品行方正で礼儀正しい男の子。作品名は「金貴天使」。瞳はエメラルド。
シャロン（金月真美）
大胆な服装で高飛車な女の子。作品名は「薔薇天使」。瞳はルビー。
クラレンス（子安武人）
神秘的で思い込みの激しい男の子。作品名は「月天使」。瞳はアメジスト。
ピアダ・アールマン（金月真美）

ジャン・タービア（井上和彦）

男道 彦左衛門（八戸優）

ジュリア・ドゥール（大沢つむぎ）

ジリ・アール（岡野浩介）

ケリー・ミューズ（石川ひろあき）

戦 猛（子安武人）

## CD
- ドラマCD ピノッチアのみる夢 オリジナルドラマ